# 千橡市 (加利福尼亞州)
（又译作紹森歐克斯）是美國加利福尼亞州文圖拉縣的一個城市，位於該縣東南部，是科内霍瓦利的人口集中地。當地因爲生長有很多橡樹而得名。它是1950年代中期加州成立的一大批新市鎮之一。